# День довкілля
Де́нь довкі́лля — національне екологічне свято, яке відзначається щорічно в третю суботу квітня, починаючи з 1999 року. 
Головна мета свята – підвищення рівня свідомості українців в питаннях, що стосуються збереження безпеки навколишнього середовища.
Щорічно влада, громадські організації, екологи закликають українців та всіх, хто піклується про природу, взяти участь у квітневому суботнику, висадці дерев, наведенні порядку на вулицях, у парках і скверах, озелененні територій, збиранні сміття, а також проведенні різних конференцій та лекцій, які підвищують усвідомленість населення в екологічних і природоохоронних питаннях.

## Історія свята
Свято було задумано на честь Стокгольмської конференції з довкілля, яка стала однією з найважливіших в історії екологічного руху, оскільки цього дня була заснована UNEP (United Nations Environment Network) – Екологічна програма ООН, яка зараз є основним організатором і ідеологом всесвітнього Дня довкілля.
Свято встановлено в Україні «…на підтримку ініціативи Міністерства охорони навколишнього природного середовища та ядерної безпеки України і громадських природоохоронних організацій, з метою розвитку діяльності, започаткованої Всеукраїнською акцією "Дерево — Життя" та іншими громадськими ініціативами…» згідно з Указом Президента України «Про День довкілля» від 6 серпня 1998 року № 855/98.
Із встановленням Дня довкілля було зупинено Всеукраїнську акцію «Дерево — Життя».